# OK Liga 2020-2021
L'OK Liga 2020-2021 è stata la 52ª edizione del torneo di primo livello del campionato spagnolo di hockey su pista; disputato tra il 26 settembre 2020 e il 29 maggio 2021 si è concluso con la vittoria del Barcellona, al suo trentaduesimo titolo.

## Stagione

### Formula
L'OK Liga 2020-2021 vide ai nastri di partenza sedici club; la manifestazione fu organizzata con un girone all'italiana, con gare di andata e ritorno per un totale di 30 giornate: erano assegnati tre punti per l'incontro vinto, un punto a testa per l'incontro pareggiato e zero la sconfitta. Al termine della stagione regolare la vincitrice venne proclamata campione di Spagna. Le squadre classificate dal tredicesimo al sedicesimo posto retrocedettero direttamente in OK Liga Plata, il secondo livello del campionato.

## Classifica finale
|         | Pos. | Squadra         | Pt | G  | V  | N  | P  | GF  | GS  | DR   |
| ------- | ---- | --------------- | -- | -- | -- | -- | -- | --- | --- | ---- |
| [ A 1 ] | 1.   | Barcellona      | 83 | 30 | 27 | 2  | 1  | 208 | 54  | +154 |
| [ A 1 ] | 2.   | Deportivo Liceo | 76 | 30 | 25 | 1  | 4  | 131 | 51  | +80  |
| [ A 1 ] | 3.   | Caldes          | 62 | 30 | 19 | 5  | 6  | 115 | 86  | +29  |
| [ A 1 ] | 4.   | Reus Deportiu   | 61 | 30 | 19 | 4  | 7  | 157 | 87  | +70  |
|         | 5.   | Lleida          | 54 | 30 | 16 | 6  | 8  | 96  | 75  | +21  |
| [ A 1 ] | 6.   | Noia            | 45 | 30 | 14 | 3  | 13 | 117 | 106 | +11  |
|         | 7.   | Voltregà        | 41 | 30 | 12 | 5  | 13 | 94  | 92  | +2   |
|         | 8.   | Calafell        | 39 | 30 | 12 | 3  | 15 | 83  | 96  | -13  |
|         | 9.   | Igualada        | 39 | 30 | 12 | 3  | 15 | 90  | 102 | -12  |
|         | 10.  | Girona          | 38 | 30 | 10 | 8  | 12 | 79  | 89  | -10  |
|         | 11.  | Palafrugell     | 36 | 30 | 9  | 9  | 12 | 93  | 111 | -18  |
|         | 12.  | Vendrell        | 29 | 30 | 7  | 8  | 15 | 79  | 106 | -27  |
|         | 13.  | Taradell        | 28 | 30 | 7  | 7  | 16 | 76  | 133 | -57  |
|         | 14.  | Lloret          | 25 | 30 | 5  | 10 | 15 | 83  | 115 | -52  |
|         | 15.  | Vic             | 15 | 30 | 4  | 3  | 23 | 59  | 140 | -81  |
|         | 16.  | Mataró          | 8  | 30 | 1  | 5  | 24 | 54  | 151 | -97  |

Legenda:
  Vincitore della Coppa del Re 2021.
      Campione di Spagna e ammessa all'Eurolega 2021-2022.
      Ammesse all'Eurolega 2021-2022.
      Ammesse in Coppa WSE 2021-2022.
      Retrocesse in OK Liga Plata 2021-2022.
Note:
Tre punti a vittoria, uno a pareggio, zero a sconfitta.